# بياح ذو ثلمة
بياح ذو ثُّلْمَة أو بوري ذو ثُّلْمَة (الاسم العلمي: Crenimugil)، جنس أسماك بحرية نهرية من فصيلة البياحيات توجد في المياه البحرية الساحلية والأنهار في منطقة المحيط الهادي الهندي.